# Castor et Pollux (éléphants)
Pour les articles homonymes, voir Castor et Pollux (homonymie).

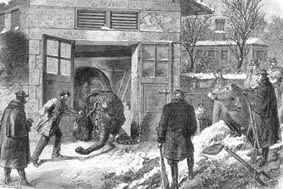
Abattage de l’un des éléphants pour sa viande en décembre 1870.

Castor et Pollux sont deux éléphants d’Asie de la ménagerie du Jardin des plantes de Paris qui furent, de même que de nombreux autres animaux de la ménagerie, abattus et consommés lors du siège de Paris, fin 1870.
Peut-être frère et sœur, ces deux pachydermes avaient été très populaires auprès des Parisiens qui, avant le siège, s’offraient des promenades à la Ménagerie du Jardin des plantes sur leur dos.
Mais les pénuries alimentaires causées par le blocus de la ville par les Prussiens réduisirent les Parisiens à les tuer pour leur viande.

## Contexte

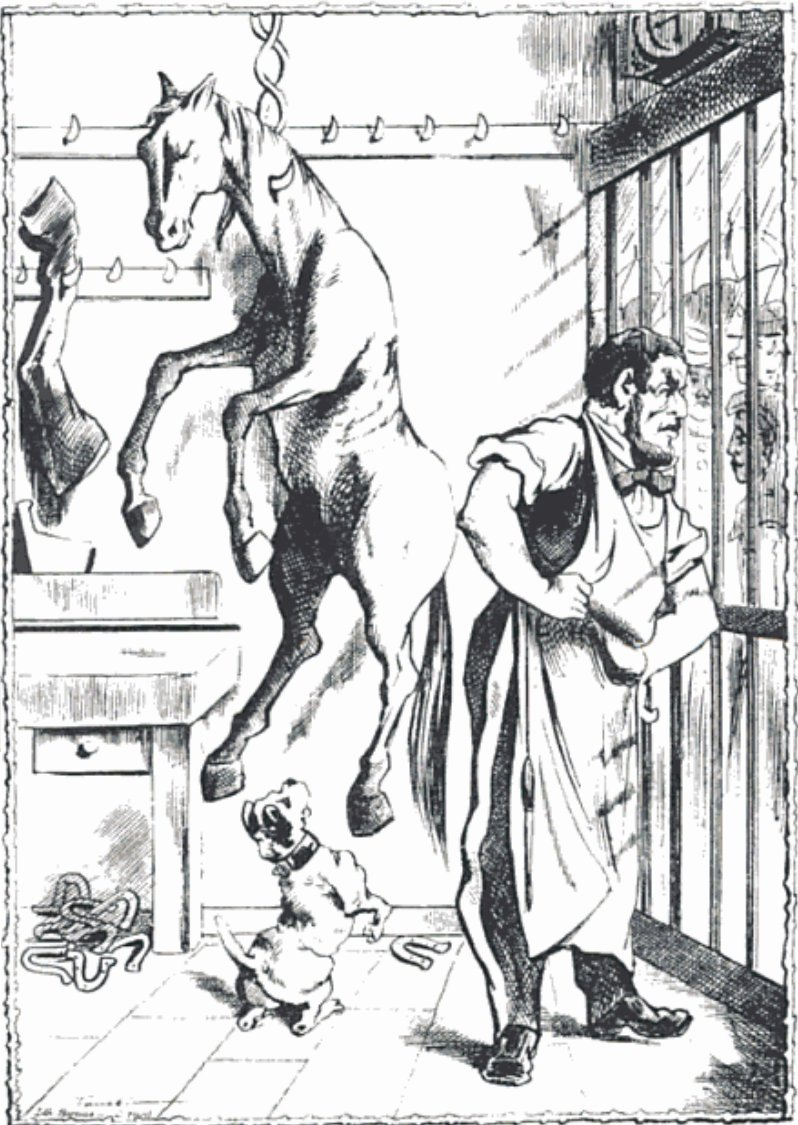
Hippophagie pendant le siège de Paris en 1870.

Le 19 septembre 1870, les forces prussiennes encerclent Paris. Plutôt que de forcer la ville à la reddition à coups de bombardements, le haut commandement allemand décida alors un blocus de la ville pour amener une capitulation rapide, mais les Parisiens réussirent à tenir pas moins de quatre mois et demi avant de se rendre, le 28 janvier 1871, au bout de trois jours de bombardements ordonnés par Bismarck, fatigué de l’inefficacité des tactiques du haut commandement.
Lorsque la nourriture se raréfia durant le siège, la population parisienne fut contrainte de se tourner vers des sources inhabituelles pour se fournir en viande. Quand les légumes, le beurre, le lait, le fromage et les viandes régulièrement consommées commencèrent à manquer, les Parisiens se tournèrent d’abord vers la viande de cheval. L’hippophagie avait été introduite par les bouchers de Paris quatre ans plus tôt comme une source alternative de viande bon marché pour les pauvres. Dans les conditions du siège, celle-ci devint cependant rapidement un produit de luxe en dépit du grand nombre de chevaux à Paris. Alors même que les champions des écuries n’étaient pas épargnés, la viande de cheval devint rapidement rare et il fallut bientôt mettre les chiens, les chats et les rats au menu.

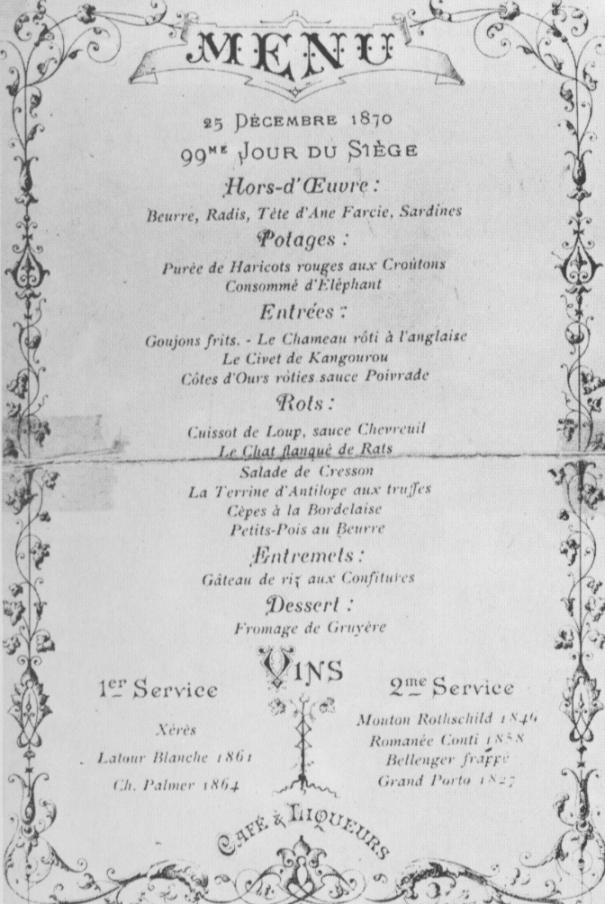
Présence du consommé d’éléphant au menu de Noël du restaurant Voisin.

En l’absence totale de rationnement tout au long du siège, les pauvres éprouvaient les plus grandes difficultés à se nourrir tandis que les Parisiens fortunés mangeaient relativement bien : la carte du Jockey Club offrait une gamme variée de plats gastronomiques à base de viandes inhabituelles, comme le « salmis de rats à la Robert ». Comme Paris avait beaucoup moins de chats et de chiens que de chevaux, et que la viande déplaisante du rat était difficile à préparer, les bouchers en vinrent, fin 1870, à se tourner vers les animaux des zoos. Les grands herbivores, comme les antilopes, les chameaux, les yaks et les zèbres furent les premiers à être abattus. Certains hôtes du Jardin des Plantes survécurent, en revanche, comme les singes jugés trop proches des humains pour être tués, les lions et les tigres trop dangereux, et les hippopotames parce qu’on en demandait 80 000 francs, prix hors de portée des bouchers.
Le chef caennais Alexandre Choron se mit à mettre des plats d’un genre tout nouveau, tels que le « cuissot de loup, sauce chevreuil », la « terrine d’antilope aux truffes », le « civet de kangourou » ou le « chameau rôti à l’anglaise » au menu du Café Voisin. La disparition des éléphants est consignée dans la Lettre-journal de Paris qui signale que Castor a été tué le 29 novembre 1870 et Pollux le lendemain, tous deux par balle dum-dum tirées à une portée de 10 m par M. Devisme. Un « consommé d’éléphant » figure déjà au menu du restaurant Voisin, dès le 25 décembre. Castor et Pollux avaient été achetés par un M. Deboos, de la « Boucherie anglaise » sise boulevard Haussmann, pour le prix de gros de 27 000 francs. M. Deboos fit une belle affaire car la viande des trompes se vendit entre 40 ou 45 francs la livre comme un morceau de choix, tandis que les autres parties éléphantines partaient pour environ 10 à 14 francs la livre.

Aux dires de tous ceux qui eurent l’occasion de festoyer aux dépens de Castor et Pollux, la viande d’éléphant n’est pas savoureuse. Le chroniqueur mondain britannique Tommy Bowles, dont la couverture du siège de Paris expédiée par ballon et par pigeon firent la renommée, écrivit que, du chameau, de l’antilope, du chien, de l’âne, du mulet et de l’éléphant qu’il avait mangés, la viande qu’il goûtait la moins était celle de l’éléphant. Henry Du Pré Labouchère mit, quant à lui, fermement ses compatriotes en garde : 

« J’ai pris une tranche de Pollux à dîner hier. Pollux et son frère Castor sont deux éléphants qui ont été abattus. C’était dur, grossier et huileux, et je recommande aux familles anglaises à même de se procurer du bœuf ou du mouton de ne pas manger d’éléphant. »